# Weingut Bründlmayer
Das Weingut Bründlmayer in Langenlois ist ein österreichisches Weingut im Weinbaugebiet Kamptal in Niederösterreich.
Geleitet wird das Weingut seit 1980 von Wilhelm („Willi“) Bründlmayer. Die Rebfläche beträgt 90 Hektar (Stand 2025), die zu 70 Prozent mit weißen Rebsorten, hauptsächlich Grüner Veltliner und Rheinriesling, aber auch mit Grauburgunder und Chardonnay, bestockt sind. Das Weingut zählt damit zu den größten privaten Weinproduzenten Österreichs. Die besten Weine stammen aus den Lagen Heiligenstein, Lamm und Käferberg. Der Exportanteil liegt bei rund 30 Prozent. Bekannt ist das Weingut auch für seine Lyra-Erziehung der Reben und seinen Winzersekt, der nach klassischer Gärung drei Jahre auf der Hefe lagert – laut Hugh Johnson „der wahrscheinlich beste Sekt Österreichs“.
Betriebsinhaber Willi Bründlmayer war im Jahr 1991 Gründungsobmann der Vereinigung Österreichische Traditionsweingüter (ÖTW), welcher der Betrieb nach wie vor angehört.